# Allium paradoxum
Allium paradoxum — вид трав'янистих рослин родини амарилісові (Amaryllidaceae), поширений на північному Кавказі, Закавказзі, у північному Ірані й Туркменістані.

## Опис
Багаторічна трав'яниста рослина з цибулиною і прямостійним стеблом, заввишки 15–30 см. Прикореневі листки ланцетні, яскраво-зелені. Суцвіття складається з єдиної квітки і цибулинок. Плід — коробочка. Листків 1–2. Насіння сферичне, злегка сплюснене, 2.5–3 × 2.2–2.6 мм, поверхня злегка блискуча чи тьмяна, чорна. 2n=16.

## Поширення
Батьківщиною виду є північний Кавказ, Закавказзя, північний Іран, Туркменістан; натуралізований у північній і центральній Європі.

## Використання
Листки використовують у кулінарії.